# Pertusaria salacinifera
Pertusaria salacinifera är en lavart som beskrevs av Messuti & A. W. Archer. Pertusaria salacinifera ingår i släktet Pertusaria och familjen Pertusariaceae.   Inga underarter finns listade i Catalogue of Life.